# 1482 en Angleterre
Chronologie de l'Angleterre
- 1478
- 1479
- 1480
- 1481
- 1482
- 1483
- 1484
- 1485
- 1486

Cette page concerne l'année 1482 du calendrier julien.

## Naissances en 1482
- Date inconnue : 
  - William Compton, courtisan
  - William Gonson, vice admiral
  - Edward Lee, archevêque d'York
  - Henry Norris, esquire
  - William Sidney, courtisan
  - William Willoughby, 11e baron Willoughby d'Eresby

## Décès en 1482
- 2 janvier : John Savile, chevalier
- 23 mai : Marie d'York, princesse royale
- 3 décembre : William Sherwood, Lord Chancelier d'Irlande
- Date inconnue :
  - Marguerite Beauchamp, duchesse de Somerset
  - William Worcester, chroniqueur